# Neuro
Neuro è un cortometraggio diretto da Bruno Bozzetto e privo di dialoghi.

## Trama
Una giornata di vita condominiale finisce in disastro per le varie vicende che accadono in quella casa e crea anche una velata critica all'inquinamento sonoro rappresentato dai numerosi aerei che passano sopra l'edificio.